# Pär Arlbrandt
Pär Anders Erik Arlbrandt, född 22 november 1982 i Jönköping, är en svensk ishockeytränare och före detta professionell ishockeyspelare. Han är assisterande tränare för Linköping HC i SHL. Arlbrandts moderklubb är HV71, som han spelade med fram till 2001, då han gick till IF Troja-Ljungby. Efter en säsong med Troja-Ljungby återvände han till HV71 och tog 2003 ett SM-silver med föreningens J20-lag. Mellan 2003 och 2007 spelade han för Rögle BK i Hockeyallsvenskan och vann seriens skytte- respektive poängliga säsongen 2006/07.
2007/08 försökte Arlbrandt ta en plats i Södertälje SK i Elitserien (nuvarande SHL), men lämnade laget efter halva säsongen för spel med EC KAC i den österrikiska ligan EBEL. Den efterföljande säsongen tillbringade Arlbrandt med Västerås IK och vann återigen Hockeyallsvenskans poängliga. Mellan 2009 och 2014 spelade han två respektive tre säsonger med Luleå HF och Linköping HC i Elitserien. 2013/14 tilldelades han Skyttetrofén som vinnare av SHL:s poängliga. Därefter spelade han i en och en halv säsong för EHC Biel i den schweiziska ligan, innan han i januari 2016 återvände till HV71. Säsongen 2016/17 vann Arlbrandt SM-guld med HV71 och meddelade kort därefter att han avslutat sin spelarkarriär.
Arlbrandt gjorde debut i det svenska landslaget 2010 och spelade totalt 19 A-landskamper.

## Karriär

### Klubblagskarriär

#### 2000–2009: Början av karriären och Rögle BK
Arlbrandt påbörjade sin hockeykarriär med moderklubben HV71. Under säsongen 2000/01, vid 18 års ålder, debuterade han med föreningens A-lag i Elitserien. På 14 spelade matcher lyckades han dock inte göra några poäng och lånades sedan ut för spel i IF Troja-Ljungby i Hockeyallsvenskan säsongen 2001/02. Arlbrandt gjorde sitt första mål i Hockeyallsvenskan den 5 oktober 2001, i en 5–1-förlust mot Tingsryds AIF. Efter en poängmässigt stark säsong med Troja-Ljungby, där han på 46 matcher noterades för 42 poäng (24 mål, 18 assist), återvände Arlbrandt till HV71. Under säsongen spelade han 38 matcher för klubben och noterades för två assist – Arlbrandts två första poäng i Elitserien. Dessa två poäng gjordes i en och samma match, den 14 januari 2003, i en 5–6-förlust mot Modo Hockey. I början av 2003 lånades Arlbrandt åter ut, denna gång till Rögle BK i Hockeyallsvenskan med vilka han avslutade säsongen. På nio grundseriematcher för Rögle stod Arlbrandt för lika många poäng (två mål, sju assist). Laget tog sig till Kvalserien till Elitserien i ishockey 2003, där man dock slutade på sista plats. På tio kvalseriematcher stod Arlbrandt för två mål och två assistpoäng. När säsongen var över tilldelades han ett J20-silver då han under säsongen spelat fem matcher för HV71:s J20-lag, som förlorade finalserien mot Frölunda HC.
Under sommaren 2003 förlängde Arlbrandt sitt avtal med Rögle med en säsong. Under sin första hela säsong med Rögle vann han både lagets interna poäng- och assistliga med 39 poäng på 46 grundseriematcher (14 mål, 25 assist). Laget misslyckades dock att nå Kvalserien. Arlbrandt förlängde sedan sitt avtal med Rögle med ytterligare en säsong. I sin andra hela säsong med Rögle slutade han på andra plats i lagets interna poängliga, bakom Ryan Vesce, med 35 poäng på 38 grundseriematcher. För andra säsongen i följd misslyckades laget att ta sig till Kvalserien.
Den 4 maj 2005 förlängde Arlbrandt sitt avtal med Rögle med ytterligare två säsonger. Under ett träningspass i mitten av november samma år fick han en klubbspets i ögat, vilket tvingade honom till operation och missade därefter ett antal matcher av grundserien. Totalt spelade han 36 grundseriematcher och stod för 26 poäng (10 mål, 16 assist). Laget tog sig till Kvalserien till Elitserien i ishockey 2006 där man slutade på fjärde plats. Arlbrandt noterades för ett mål och sju assist på tio kvalseriematcher. Säsongen 2006/07 kom att bli Arlbrandts sista i Rögle. Han vann han både skytte- och poängligan i Hockeyallsvenskan då han på 45 matcher noterades för 72 poäng (25 mål, 47 assist). Han var också Rögles poängmässigt bäste spelare även under den efterföljande Kvalserien, där Rögle dock slutade sist.
Inför säsongen 2007/08, i början av april 2007, meddelades det att Arlbrandt lämnat Rögle för spel med den dåvarande nykomlingen i Elitserien, Södertälje SK. Väl där fick han mycket mindre speltid och stod ibland också utanför laget. Han stod endast för två poäng på 26 matcher. Han lämnade klubben i slutet av 2007 för spel med den österrikiska klubben EC KAC i EBEL. På nio grundseriematcher för klubben noterades Arlbrandt för sju gjorda poäng (fyra mål, tre assist). Under sommaren 2008 stod det klart att Arlbrandt skrivit på ett ettårskontrakt med Västerås IK. Säsongen 2008/09 blev en succé för Arlbrandt då han slog han sitt eget rekord i Hockeyallsvenskans poängliga med 77 poäng på 42 matcher, därav 28 mål och 49 assists. Under säsongen gjorde Arlbrandt sitt första hat trick i Hockeyallsvenskan, den 7 december 2008, i en 4–5-förlust mot Mora IK. Västerås hamnade på tredje plats i grundserietabellen och var därmed klara för spel i Kvalserien till Elitserien i ishockey 2009. I Kvalserien slutade laget dock på sista plats. Arlbrandt vann Kvalseriens poängliga med 13 poäng på 10 matcher (tre mål, tio assist).

#### 2009–2017: Etablering i Elitserien och SM-guld

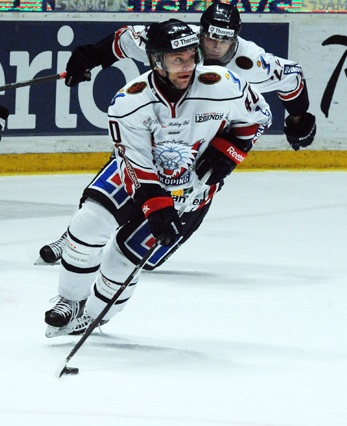
Arlbrandt med Linköping HC, 2013.

I april 2009 skrev Arlbrandt ett tvåårskontrakt med Luleå HF i Elitserien. Den 30 november 2009 gjorde han sitt första och enda hat trick i Elitserien, i en 6–3-seger mot sin förra klubb Rögle BK. Luleå slutade på tionde plats i grundserietabellen och missade därför SM-slutspelet. Arlbrant vann lagets interna poängliga med 37 poäng på 52 spelade matcher (16 mål, 21 assist). Under sin andra säsong i klubben förbättrade Arlbrandt sitt personliga poängrekord under en säsong i grundserien. På 55 matcher stod han för 40 poäng (19 mål, 21 assist) och vann för andra säsongen i följd Luleås interna poängliga. Laget tog sig till SM-slutspel och Arlbrandt spelade sin första slutspelsmatch den 8 mars 2011, mot Djurgårdens IF. Laget besegrade Djurgården med 4–3 i kvartsfinalserien, men föll sedan mot rivalen Skellefteå AIK med 4–2 i matcher i semifinalen. På dessa 13 matcher stod Arlbrandt för tre mål och två assistpoäng.
Den 5 april 2011 skrev Arlbrandt på ett kontrakt med Linköping HC som sträckte sig över två säsonger. I grundseriens sista match kvitterade Arlbrandt Modo Hockeys 4–3-ledning med endast 72 sekunder kvar av matchen. Detta mål gjorde att Linköping klarade sig kvar i högsta serien utan att behöva kvala. Han vann Linköping interna poängliga med 37 poäng på 55 matcher. Han delades dessutom segern i lagets interna assistliga med Magnus Johansson med 23 passningspoäng. Under sin andra säsong med Linköping stod han för 53 poäng på 54 grundseriematcher och slutade på fjärde plats i den totala poängligan. För andra året i följd vann han Linköpings interna assistliga, denna gång med 32 assistpoäng. I SM-slutspelet slog Linköping ut HV71 med 4–1 i kvartsfinalserien, innan laget fick se sig besegrat av Skellefteå AIK i semifinal med 4–1 i matcher. På tio slutspelsmatcher stod Arlbrandt för tolv poäng och slutade tvåa i den totala poängligan, bakom Linus Persson med lika många poäng men med fler mål gjorda.
I januari 2013 förlängde Arlbrandt sitt avtal med klubben då han skrev på ett tvåårskontrakt till 2014/15. Under de sex inledande omgångarna av serien hade Arlbrandt gjort 13 poäng. Under 14 matcher av grundserien gjorde Arlbrandt tre poäng eller fler. Han tilldelades Skyttetrofén efter grundseriens slut då han vunnit SHL:s poängliga med 71 poäng på 53 matcher. Han vann dessutom också seriens assistliga. Han hjälpte sedan klubben att nå SM-semifinal genom att slå ut Modo Hockey (2–0) och Frölunda HC (4–3). För andra året i följd föll laget mot Skellefteå AIK i semifinalserien med 4–1 i matcher. På 14 slutspelsmatcher noterades han för tio poäng (tre mål, sju assist).
Den 23 juli 2014 bröt Arlbrandt och Linköping kontraktet ett år i förtid efter att Arlbrandt velat söka sig utomlands. Samma dag meddelade den schweiziska NLA-klubben EHC Biel att man skrivit ett ettårskontrakt med Arlbrandt. Arlbrandt noterades för sitt första mål i NLA den 12 september 2014, på Pascal Caminada, då han öppnade målskyttet i en 5–2-seger mot HC Lausanne. Den 11 oktober gjorde han sitt första hat trick i serien, i en 3–4-seger mot EV Zug. I slutet av oktober 2014 förlängde Arlbrandt sitt avtal med Biel med ytterligare ett år. Den 3 januari 2015 gjorde han ytterligare ett hat trick då Biel besegrade SC Bern med 1–5. Under sin första säsong i NLA stod Arlbrandt för 39 poäng på 48 grundseriematcher (17 mål, 22 assist) och vann därmed lagets interna poängliga. I slutspelet slogs laget ut med 4–3 i matcher av seriesegraren ZSC Lions i kvartsfinal. Även i slutspelet var Arlbrandt poängbäst i laget och stod för åtta poäng på sju matcher (fem mål, tre assist).
Efter ytterligare en halv säsong i Schweiz återvände Arlbrandt i januari 2016 till HV71, efter att ha skrivit på ett tvåårskontrakt med klubben. I grundseriens sista 15 matcher noterades Arlbrandt för elva poäng (tre mål, åtta assist). HV71 slog ut Örebro HK i play-in, innan man besegrades av Skellefteå AIK i kvartsfinalserien med 4–0 i matcher. Säsongen 2016/17 kom att bli Arlbrandts sista. I början av säsongen ådrog han sig en axelskada och missade därför tre matcher av grundserien i oktober 2016. Under sin sista grundserie i SHL stod Arlbrandt för 29 poäng på 47 matcher (11 mål, 18 assist). I det efterföljande SM-slutspelet slog HV71 ut Färjestad BK (4–0) och Malmö Redhawks (4–1) i kvarts-, respektive semifinal. I finalserien, där man ställdes mot Brynäs IF, låg HV71 under med 2–3 i matcher, men lyckades vinna de två sista matcherna och bärgade därmed sitt femte SM-guld. Arlbrandt vann SM-guld i karriärens sista match och meddelade direkt efter matchen att han avslutat sin ishockeykarriär. På 16 slutspelsmatcher stod han för ett mål och åtta assistpoäng.

### Landslagskarriär
Arlbrandt spelade som junior ett mindre antal matcher för juniorlandslaget, men blev aldrig uttagen att spela JVM. Han debuterade i Tre Kronor den 13 november 2010, under Karjala Tournament 2010, i en 3–2-seger mot Ryssland. Den 20 april 2013 gjorde han sitt första A-landskampsmål då Sverige i en träningsmatch besegrade Tyskland med 8–0.

## Statistik
| 2000–01                  | HV71                     | SHL                      | 14  | 0   | 0   | 0   | 0   | —  | —  | —  | —  | —  |
| 2001–02                  | IF Troja-Ljungby         | HA                       | 46  | 24  | 18  | 42  | 49  | 5  | 3  | 0  | 3  | 0  |
| 2002–03                  | HV71                     | Elitserien               | 38  | 0   | 2   | 2   | 4   | —  | —  | —  | —  | —  |
| 2002–03                  | Rögle BK                 | HA                       | 9   | 2   | 7   | 9   | 12  | 10 | 2  | 2  | 4  | 4  |
| 2003–04                  | Rögle BK                 | HA                       | 46  | 14  | 25  | 39  | 42  | —  | —  | —  | —  | —  |
| 2004–05                  | Rögle BK                 | HA                       | 38  | 11  | 24  | 35  | 12  | 2  | 0  | 1  | 1  | 2  |
| 2005–06                  | Rögle BK                 | HA                       | 36  | 10  | 16  | 26  | 18  | 10 | 1  | 6  | 7  | 12 |
| 2006–07                  | Rögle BK                 | HA                       | 45  | 25  | 47  | 72  | 14  | 9  | 2  | 6  | 8  | 2  |
| 2007–08                  | Södertälje SK            | Elitserien               | 26  | 1   | 1   | 2   | 6   | —  | —  | —  | —  | —  |
| 2007–08                  | EC KAC                   | EBEL                     | 9   | 4   | 3   | 7   | 18  | 3  | 1  | 0  | 1  | 4  |
| 2008–09                  | Västerås IK              | HA                       | 42  | 28  | 49  | 77  | 52  | 10 | 3  | 10 | 13 | 8  |
| 2009–10                  | Luleå HF                 | Elitserien               | 52  | 16  | 21  | 37  | 20  | —  | —  | —  | —  | —  |
| 2010–11                  | Luleå HF                 | Elitserien               | 55  | 19  | 21  | 40  | 16  | 13 | 3  | 2  | 5  | 14 |
| 2011–12                  | Linköping HC             | Elitserien               | 55  | 14  | 23  | 37  | 24  | —  | —  | —  | —  | —  |
| 2012–13                  | Linköping HC             | Elitserien               | 54  | 21  | 32  | 53  | 28  | 10 | 7  | 5  | 12 | 4  |
| 2013–14                  | Linköping HC             | SHL                      | 53  | 26  | 45  | 71  | 66  | 14 | 3  | 7  | 10 | 2  |
| 2014–15                  | EHC Biel                 | NLA                      | 48  | 17  | 22  | 39  | 12  | 7  | 5  | 3  | 8  | 6  |
| 2015–16                  | EHC Biel                 | NLA                      | 36  | 12  | 12  | 24  | 10  | —  | —  | —  | —  | —  |
| 2015–16                  | HV71                     | SHL                      | 15  | 3   | 8   | 11  | 8   | 6  | 0  | 4  | 4  | 4  |
| 2016–17                  | HV71                     | SHL                      | 47  | 11  | 18  | 29  | 4   | 16 | 1  | 8  | 9  | 2  |
| SHL totalt               | SHL totalt               | SHL totalt               | 409 | 111 | 171 | 282 | 176 | 59 | 14 | 26 | 40 | 26 |
| Hockeyallsvenskan totalt | Hockeyallsvenskan totalt | Hockeyallsvenskan totalt | 262 | 114 | 186 | 300 | 199 | 46 | 11 | 25 | 36 | 28 |
| NLA totalt               | NLA totalt               | NLA totalt               | 84  | 29  | 34  | 63  | 22  | 7  | 5  | 3  | 8  | 6  |